# 林布格霍夫
林布格霍夫是德国莱茵兰-普法尔茨州的一个市镇。总面积9.00平方公里，总人口10840人，其中男性5137人，女性5703人（2011年12月31日），人口密度1 204人/平方公里。

## 友好城市
- 法國 舍诺沃